# Hugh Town

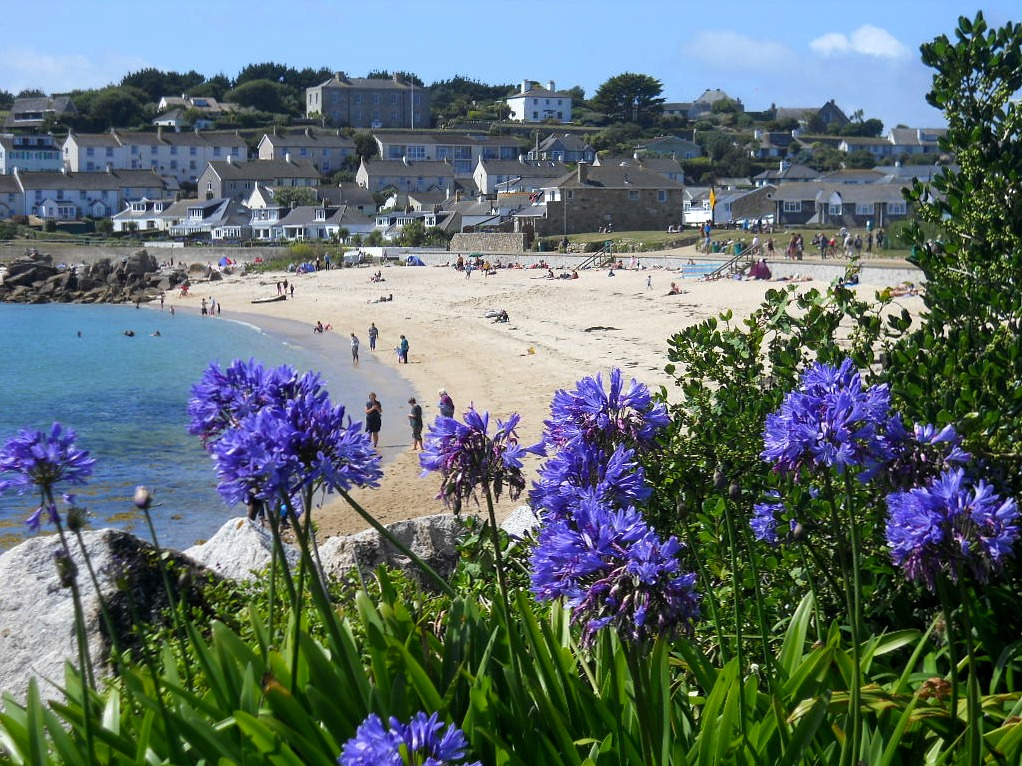
Hugh Town e la spiaggia di Porthcressa

Hugh Town (cornico: Tre Huw) è il principale insediamento delle Isole Scilly, in Inghilterra (Regno Unito).
La cittadina si trova nell'isola di St Mary's, su uno stretto istmo che collega la penisola nota come The Garrison al resto dell'isola di St Mary's. L'istmo è delimitato da due spiagge: Town Beach (a nord) e Porthcressa Beach (a sud).
La via centrale di Hugh Town è la principale area commerciale dell'arcipelago. La cittadina ospita banche, alberghi, pub e un piccolo ospedale. L'edificio più significativo è lo Star Castle, attualmente adibito ad albergo.
A Hugh Town si trova il principale molo di St. Mary's, realizzato collegando l'isola allo scoglio di Rat Island. Il molo è utilizzato dal traghetto Scillonian III per Penzance e dalla nave cargo Gry Maritha.
Il St Mary's Airport è situato subito fuori da Hugh Town. Dall'aeroporto partono voli regolari in elicottero per Penzance e un aeroplano leggero da 16 posti per St Just, Cornovaglia.

## Monumenti e luoghi d'interesse

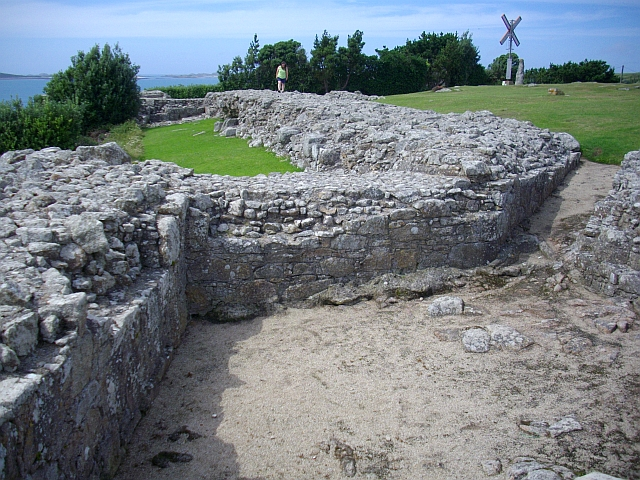
Harry's Walls

### Harry's Walls
Sono le rovine di una cittadella fortificata incompiuta situata su una collina a nord-est di Hugh Town. La costruzione dell'edificio fu avviata nel 1551, nell'ambito di un più ampio progetto di fortificazione delle Isole Scilly, intrapreso al fine contrastare le minacce provenienti dalla Francia. I lavori vennero interrotti quando il sito venne giudicato inadatto.

### The Garrison e lo Star Castle
Lo Star Castle, al quale si accede dal centro di Hugh Town attraverso il Guard Gate, si trova al centro di un complesso fortificato che circonda il promontorio sul lato occidentale di St Mary's denominato The Garrison. Le mura del castello hanno la forma di una stella a otto punte. Tutto attorno si sviluppa una cinta muraria più esterna, che corre lungo le pendici della Hew Hill, a difesa della città e del castello, con batterie di cannoni posizionate in modo strategico a intervalli regolari.

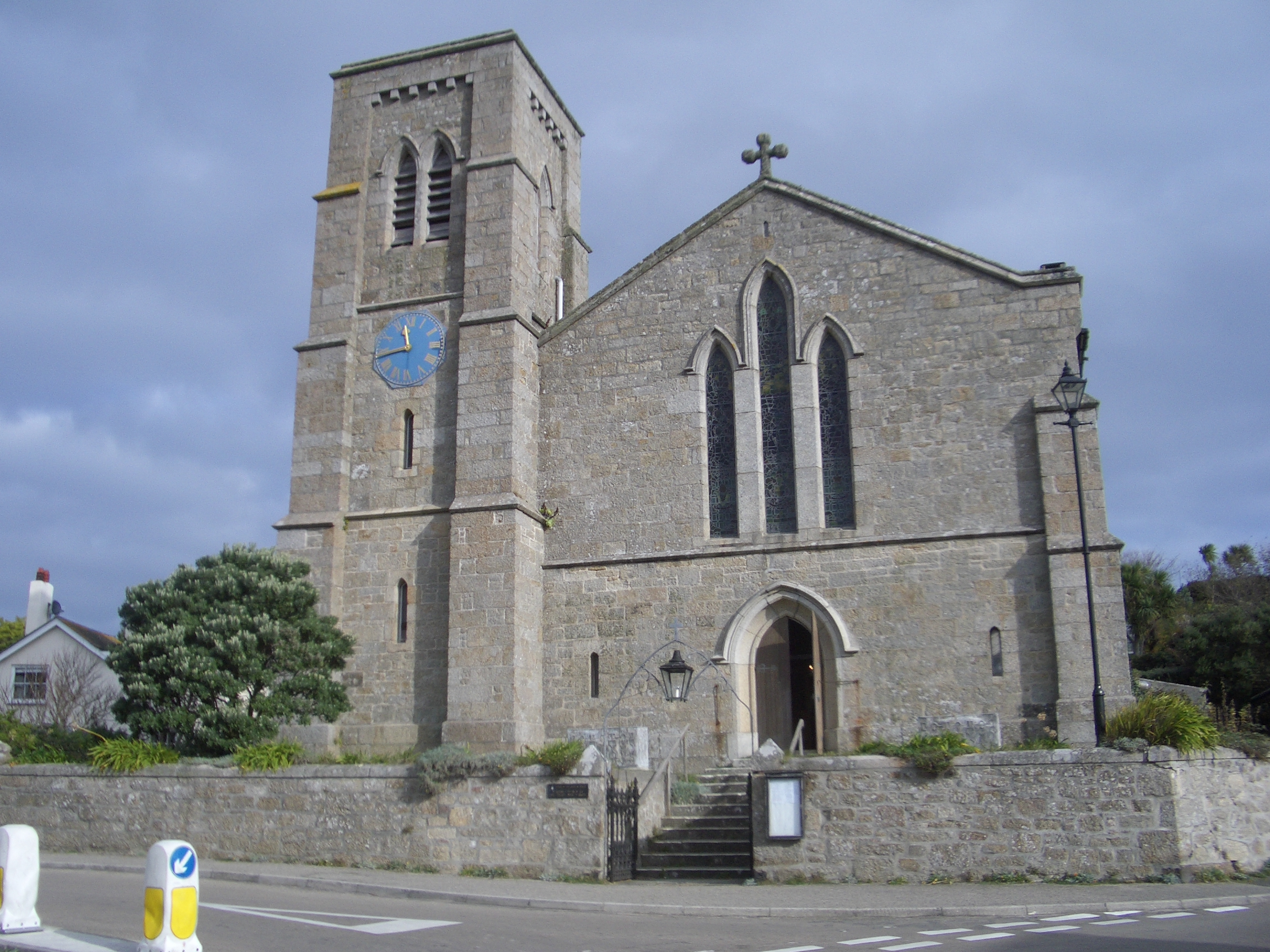
La Chiesa di St Mary's

### Chiesa di St Mary's
La Chiesa di St Mary's, dedicata alla Vergine Maria, è una parrocchiale della Chiesa Anglicana.
La chiesa fu consacrata il 7 settembre 1838 allo scopo di servire la popolazione di Hugh Town, che aveva superato in importanza il più antico insediamento di Old Town. Re Guglielmo IV accordò 1.500 sterline per la sua costruzione.
Al suo interno si può ammirare il leone di legno, colorato e dorato, proveniente dall'ammiraglia di Sir Cloudesley Shovell, naufragata nel 1707. Vi si trova inoltre un organo a canne risalente al 1900 circa, le cui caratteristiche sono consultabili sul sito National Pipe Organ Register.
All'esterno della chiesa si trovano due cisterne in piombo per la raccolta dell'acqua, risalenti al 1727.
La chiesa è stata restaurata da Corfield (C. Russell and Son), architetti di Falmouth, tra il 1979 e il 1980.

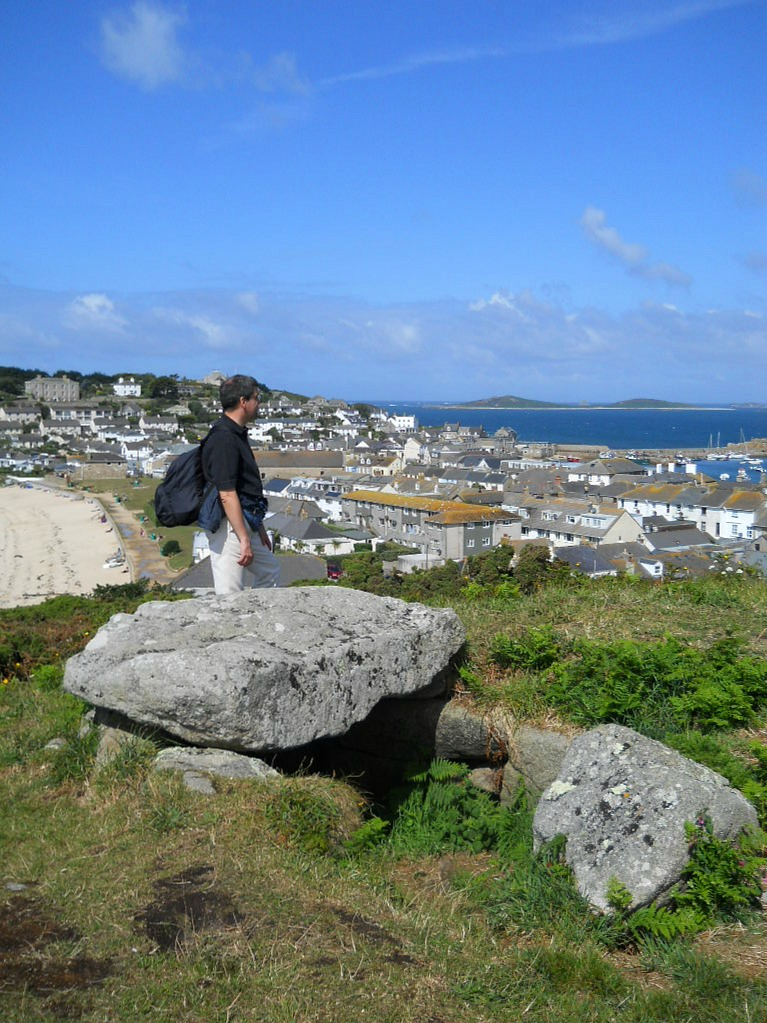
La tomba neolitica di Buzza Hill

### Camera sepolcrale di Buzza Hill
In cima alla collina di Buzza Hill, a breve distanza dal centro cittadino, è possibile osservare una tomba a camera di epoca neolitica. Nei pressi sorge la Buzza Tower, risalente al XIX secolo. Dalla collina si gode di un ampio panorama su Hugh Town.

### Island Museum
Il museo, in Church Street, ospita una collezione di manufatti provenienti dai siti preistorici dell'isola di St Mary's e dalle navi naufragate nelle vicinanze.